# كأس حذفي 2009–10
كأس حذفي 2009–10 هو موسم من كأس حذفي. كان عدد الأندية المشاركة فيه 115، وفاز فيه نادي برسبوليس.